# Chris Clemons
Christopher Adam "Chris" Clemons (Raleigh, Carolina del Norte; 23 de julio de 1997) es un jugador de baloncesto estadounidense que pertenece a la plantilla del SLUC Nancy de la Pro A. Con 1,75 metros de estatura, ocupa la posición de base. 

## Trayectoria deportiva

### Universidad
Jugó cuatro temporadas con los Fighting Camels de la Universidad Campbell, en las que promedió 24,8 puntos, 4,5 rebotes, 2,6 asistencias y 1,6 robos de balón por partido. En su primera temporada fue elegido novato del año de la Big South Conference, mientras que en las tras restantes fue incluido en el mejor quinteto de la conferencia. En su última temporada fue además elegido Jugador del Año de la Big South, tras acabar como líder de anotación de la NCAA, al promediar 30,1 puntos por partido. Fue también incluido en el tercer equipo All-American por la Asociación de Periodistas de Baloncesto de los Estados Unidos.

#### Estadísticas
|  | Líder de la NCAA |

| Año     | Equipo   | PJ  | PT  | MPP  | %TC  | %3P  | %TL  | RPP | APP | ROB | TPP | PPP  |
| ------- | -------- | --- | --- | ---- | ---- | ---- | ---- | --- | --- | --- | --- | ---- |
| 2015–16 | Campbell | 30  | 29  | 32.2 | .487 | .374 | .844 | 3.7 | 1.8 | 1.5 | .3  | 18.5 |
| 2016–17 | Campbell | 36  | 34  | 33.5 | .537 | .354 | .825 | 4.6 | 2.6 | 1.9 | .5  | 25.1 |
| 2017–18 | Campbell | 31  | 30  | 34.0 | .533 | .371 | .861 | 4.6 | 3.1 | 1.6 | .3  | 24.9 |
| 2018–19 | Campbell | 33  | 33  | 36.6 | .569 | .357 | .869 | 5.1 | 2.8 | 1.5 | .3  | 30.1 |
| Total   | Total    | 130 | 126 | 34.1 | .536 | .363 | .852 | 4.5 | 2.6 | 1.6 | .4  | 24.8 |

### Profesional
Tras no ser elegido en el Draft de la NBA de 2019, firmó contrato con los Houston Rockets para disputar las Ligas de Verano de la NBA. El 3 de noviembre debutaba en la NBA ante Miami Heat, y el 27 de diciembre los Rockets le hacían un contrato estándar. En su primera temporada disputó 33 encuentros con el primer equipo, y algunos con el filial de la G League los Rio Grande Valley Vipers, pero durante la pretemporada siguiente, el 16 de diciembre de 2020, sufriría una lesión del tendón de Aquiles que le dejaría fuera todo el año.
El 16 de octubre de 2021 fichó por Boston Celtics, pero fue posteriormente cortado. Una semana después fichó como jugador afiliado con los Maine Celtics de la G League.
El 23 de octubre de 2022 se unió a la pretemporada de los Windy City Bulls, pero es cortado el 22 de noviembre.
A finales de noviembre de 2022 firma por los Xinjiang Flying Tigers de la Chinese Basketball Association.
Tras una temporada en China, el 2 de noviembre de 2023 regresa a los Windy City Bulls. Fue cortado el 1 de febrero de 2024.
El 17 de febrero de 2024 firma por el SLUC Nancy de la LNB Pro A francesa.

## Estadísticas de su carrera en la NBA

### Temporada regular
| Año     | Equipo  | PJ | PT | MPP | %TC  | %3P  | %TL  | RPP | APP | ROB | TPP | PPP |
| ------- | ------- | -- | -- | --- | ---- | ---- | ---- | --- | --- | --- | --- | --- |
| 2019-20 | Houston | 33 | 0  | 8.8 | .401 | .346 | .909 | .9  | .8  | .2  | .1  | 4.9 |
| Total   | Total   | 33 | 0  | 8.5 | .401 | .346 | .909 | .9  | .8  | .2  | .1  | 4.9 |